# Yvon Quédec
Yvon Quédec, né le 8 janvier 1939 à Boulogne-Billancourt, est un footballeur français des années 1960.

## Biographie
En tant qu'attaquant, il participe aux Jeux olympiques de 1960, jouant titulaire dans les trois matchs de la France et inscrivant le but de la victoire contre le Pérou à la 90e minute, pour une victoire 2 buts à 1. Mais la France est éliminée au premier tour.
Avec le RC Paris, il termine troisième du championnat lors de la saison 1959-1960 et deuxième en 1960-1961.

## Carrière
- 1959-1961 :  Racing Club de Paris[3]